# Mgławica de Mairana
Mgławica de Mairana (również Messier 43, M43, NGC 1982) – obszar H II w konstelacji Oriona. Jest częścią Mgławicy Oriona (M42). Po raz pierwszy zaobserwował go Jean-Jacques Dortous de Mairan (przed 1731) jako „poświatę wokół gwiazdy”. 4 marca 1769 Charles Messier dodał go do swojego katalogu pod numerem 43. William Herschel prowadził obserwacje M43 w 1774, a 3 listopada 1783 skatalogował go jako H III.1.
Wewnątrz M43 znajduje się młoda, nieregularna gwiazda zmienna NU Orionis (HD 37061) o jasności obserwowanej 6,5-7,6m. Należy do typu widmowego B0,5V. Prawdopodobnie mgławica jest oświetlana przez małą gromadę gwiazd.

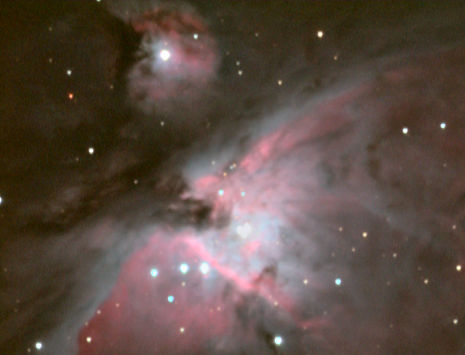
M43 (u góry) jest częścią Wielkiej Mgławicy w Orionie